# او-۳۶۸
زیردریایی یو-۳۶۸ (به انگلیسی: German submarine U-368) یک زیردریایی بود که طول آن ۶۷٫۱ متر (۲۲۰ فوت ۲ اینچ) بود. این زیردریایی در سال ۱۹۴۳ ساخته شد.